# Acteurs auteurs associés
Pour les articles homonymes, voir AAA.
Acteurs auteurs associés (AAA) est une association déclarée dont l'activité est la distribution et la production cinématographique de longs-métrages français ou étrangers. Son siège est actuellement Rue Montmartre dans le 2ème arrondissement de Paris.

## Filmographie
- 1968 : La Nuit des morts-vivants
- 1982 : La Balance
- 1983 : La Taupe
- 1983 : Pauline à la plage
- 1985 : Gros dégueulasse
- 1986 : Tenue de soirée
- 1986 : Le Nom de la rose
- 1990 : Un thé au Sahara
- 1991 : Year of the Gun, l'année de plomb
- 1998 : Piège à haut risque
- 1999 : Résurrection
- 2000 : Paranoid
- 2001 : Taking Sides
- 2003 : 44 minutes de terreur
- 2003 : Les Acteurs
- 2003 : Saints and Soldiers
- 2003 : Intermission
- 2003 : Dog Gone Love
- 2004 : Trouve ta voix
- 2005 : Asylum
- 2005 : Just Friends
- 2005 : Nine Lives
- 2006 : Pretty Persuasion
- 2006 : La Légende de Lucy Keyes
- 2006 : The Oh in Ohio
- 2007 : American Soldiers
- 2007 : Black Sheep
- 2007 : Bratz, le film
- 2007 : The Ten
- 2008 : Baron rouge
- 2008 : Flashbacks of a Fool
- 2010 : Bag Man
- 2013 : Dinosaur Experiment